# Pont-l'Évêque (Oise)
Pont-l'Évêque é uma comuna francesa na região administrativa de Altos da França, no departamento de Oise. Estende-se por uma área de 1,13 km². Em 2010 a comuna tinha 689 habitantes (densidade: 609,7 hab./km²).